# Bombardarea Sofiei în Al Doilea Război Mondial
Sofia a fost bombardată în al doilea război mondial de mai multe ori de către Aliați. Seria de raiduri a început la sfârșitul anului 1943 și s-a încheiat la începutul anului următor.
Bulgaria a declarat război Regatului Unit și SUA pe 13 decembrie 1941. În 1943, Aliații occidentali au extins raza operațiunilor operațiunilor aeriene de pe aeroporturile din sudul Italiei, incluzând între ținte și Bulgaria și alți aliați ai Axei. 

## Raiduri

### 14 noiembrie 1943
Primul raid împotriva capitalei a fost executat pe 14 noiembrie 1943 de 91 bombardiere B-25 Mitchell. Au fost distruse 47 clădiri, 59 civili și militari au fost uciși și 128 răniți. 

### 24 noiembrie 1943
Un nou raid a avut loc pe 24 noiembrie, executat de această dată de 60 bombardiere B-24 Liberator. Au fost distruse 87 clădiri din apropierea Gării centrale, 5 bulgari fiind uciși și 29 răniți. 

### 10 decembrie 1943
Raidul de pe 10 decembrie a fost executat de 120 de avioane. Aproximativ 90 de bombe au fost lansate asupra unor zone industriale, iar alte 90 au lovit aeroportul Vrajdebna și asupra satelor din apropiere. Au fost ucise 11 persoane. 

### 20 decembrie 1943
Pe 20 decembrie a avut loc unul dintre cele mai puternice raiduri. Au fost distruse 113 clădiri, linia de centură a orașului a fost întreruptă, 64 de persoane au fost ucise iar alte 93 rănite. 

### 30 decembrie 1943
Pe 30 decembrie a fost bombardat un nod de cale ferată, care a ucis 70 de oameni și a rănit alți 95.

### 10 ianuarie 1944
Sofia a fost bombardată pe 10 ianuarie 1944 în timpul zilei de americani și în timpul nopții de britanici. 

### 17 aprilie 1944
Bombardamentul din 17 aprilie 1944 este cunoscut ca „Paștele negru”. Raidul a fost executat de 350 de bombardiere (B-17 și B-24), protejate de 100 de avioane de vânătoare Mustangs și Lightnings. aproximativ 2.500 de bombe au fost lansate asupra unor triajelor de cale ferată. Au fost distruse în totalitate 749 clădiri. 

## Consecințe
Raidurile de bombardament din 1943-1944, în timpul cărora au fost ucise 1.374 persoane, au fost rănite 1.743 persoane. 12.564 clădiri au fost distruse sau deteriorate (2.670 clădiri au fost distruse total). Au mai fost distruse 60 de autovehicule și 55 de remorci.
Printre clădirile istorice distruse au fost mai multe școli, hoteluri, dar și Imprimeria Statului, Tribunalul Regional, Biblioteca Națională, etc. Aceste clădiri nu au fost reconstruite sub forma originală. Alte clădiri precum Teatrul Național, Banca Agricolă, Facultatea de Teologie a Universității din Sofia, Muzeul de Istorie Naturală, Academia de Știință și alte câteva construcții au fost distruse parțial și reconstruite sub forma originală. 